# Saponina triterpenoide
Las saponinas triterpenoides son triterpenos que pertenecen al grupo de saponinas compuestas. 

## Descripción
Los triterpenos pertenecen a un gran grupo de compuestos dispuestos en una configuración de cuatro o cinco anillos, de 30 átomos de carbono con varios oxígenos unidos. Los triterpenos se ensamblan a partir de una unidad de isopreno C5 a través de la vía del mevalonato citosólico para hacer un compuesto C30 y son esteroides en la naturaleza. El colesterol es un ejemplo de un triterpeno. Los fitosteroles y fitoecdisteroides también son triterpenos. Los triterpenos se subdividen en unos 20 grupos, dependiendo de sus estructuras particulares. Aunque todos los compuestos terpenoides tienen actividad biológica en los mamíferos, son los triterpenos que son más importantes para el efecto adaptogénico que se encuentra en plantas como el Panax ginseng o Eleutherococcus senticosus.
La mayoría de los compuestos triterpenoides en plantas adaptogénicas se encuentran como glucósidos de saponina, expresión que se refiere a la unión de diversas moléculas de azúcar a la unidad de triterpeno. Estos azúcares pueden ser fácilmente escindidos en el intestino por bacterias, permitiendo que la aglicona (triterpeno) pueda ser absorbida.  Esto permite que estas agliconas se inserten en las membranas celulares  modificando la composición, e influyendo en la fluidez de membrana, y potencialmente afectan a la señalización por muchos ligandos y cofactores.
Los glucósidos de saponina reducen la tensión superficial del agua produciendo espuma y descomponen los lípidos. Por lo general, las saponinas triterpénicas son designadas como tales por el sufijo -ósido, tal como por ejemplo en ginsenósidos o astragalósidos, y donde la primera parte del nombre pertenece al género de plantas donde fueron descubiertos. Algunos, como los ginsenósidos y eleuterósidos se designan con un sufijo del tipo Rx, donde x = a, A1, B2, e indica la posición relativa del punto formado por esa saponina en particular en un cromatograma en capa fina comenzando de arriba hacia abajo.

## Saponinas triterpenoides comunes medicinalmente activas de las plantas adaptogénicas
| Nombre común      | Nomenclatura binominal para la especie o género | Compuesto químico  |
| ----------------- | ----------------------------------------------- | ------------------ |
| Raíz maral        | Rhaponticum carthamoides                        | 20-hidroxiecdisona |
| Nardo             | Aralia mandshurica                              | Aralósido          |
| Huanq qi          | Astragalus membranaceus                         | Astragalósido      |
| Brahmi            | Bacopa monniera                                 | Bacósido           |
| Brionia           | Bryonia alba                                    | Cucurbitacina      |
| Ginseng siberiano | Eleutherococcus senticosus                      | Eleuterósido       |
| Ginseng           | Panax ginseng                                   | Ginsenósido        |
| Gurmar            | Gymnema sylvestre                               | Ácido gimnémico    |
| Jiaogulan         | Gynostemma pentaphyllum                         | Gipenósido         |
| Campánula         | Codonopsis pilosula                             | Tansenósido        |
| Guruchi           | Tinospora cordifolia                            | Tinosporósido      |
| Ashwagandha       | Withania somnifera                              | Witanólido         |